# Andreas Kornhuber

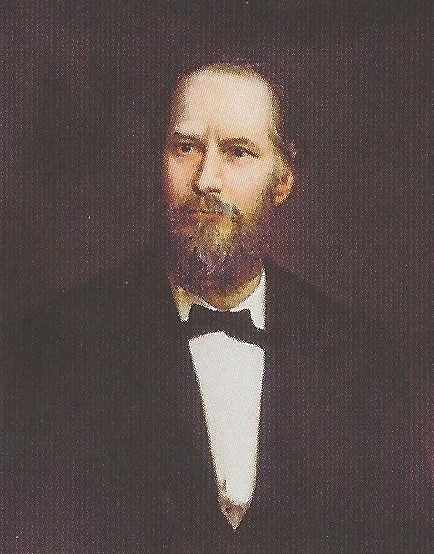
Andreas Kornhuber, Gemälde von Wenzel Ottokar Noltsch (1893)

Andreas Georg Kornhuber (* 2. August 1824 in Kematen bei Grieskirchen, Oberösterreich; † 21. April 1905 in Wien) war ein österreichischer Naturhistoriker und Hochschullehrer. Er war Rektor der Technischen Hochschule Wien. Sein botanisches Kürzel lautet Kornh.

## Leben
Andreas Kornhuber durchlief bis 1845 an der Philosophischen Fakultät in Salzburg die philosophischen Jahrgänge. An der Medizinischen Fakultät der Universität Wien promovierte er 1850 zum Dr. med. Zu seinen Professoren zählten Josef Hyrtl und Stephan Ladislaus Endlicher. Außerdem absolvierte er ein Lehramtsstudium, 1851 graduierte er nach einem Studium der Tierarznei zum Magister der Pharmazie.
Nach einer Anstellung als Adjunkt am Wiener Tierarznei-Institut (der heutigen Veterinärmedizinischen Universität Wien) lehrte er von 1852 bis 1860 als Professor für Naturgeschichte an der Oberrealschule in Pressburg. Von 1861 bis zu seiner Emeritierung 1895 war er ordentlicher Professor der Zoologie und Botanik am k.k. Polytechnischen Institut (ab 1872 Technische Hochschule). In den Studienjahren 1871/72 und 1872/73 war er Dekan der Allgemeinen Abteilung, im Studienjahr 1879/80 wurde er zum Rektor der Technischen Hochschule Wien gewählt. Zu seinen Studenten zählte unter anderem Franz Toula und Anton Heimerl, Assistenten waren unter anderem Gustav von Hayek und Josef Emanuel Hibsch.
Kornhuber beschrieb als einer der Ersten die Flora und Ökologie im Seewinkel des Burgenlandes und veröffentlichte zahlreiche Arbeiten über Pressburg und Umgebung. Außerdem stellte er paläontologische Forschungen auf dem Gebiet ausgestorbener Reptilien an und erstbeschrieb die Mosasaurier Carsosaurus marchesettii (1893) und Opetiosaurus bucchichi (auch Aigialosaurus bucchichi, 1901) sowie den mit ihnen verwandten Hydrosaurus lesinensis (heute Pontosaurus lesinensis, 1873).
Kornhuber wurde zum Hofrat ernannt, außerdem im Jahr 1901 zum Ehrenmitglied der Zoologisch-Botanischen Gesellschaft. Er starb 1905 im Alter von 80 Jahren, sein Grab befindet sich in Bratislava.

## Publikationen (Auswahl)
- 1856: Die Vögel Ungarns in systematischer Übersicht nebst kurzer Angabe ihrer unterscheidenden Charaktere
- 1858: Beitrag zur Kenntnis der klimatischen Verhältnisse Pressburgs: Mit zwei chromolithographischen Tafeln
- 1860: Ergebnisse aus den meteorologischen Beobachtungen zu Pressburg, während der Jahre 1858 und 1859
- 1863: Bemerkungen über das Vorkommen der Fische um Pressburg und an einigen anderen Orten Ungarns
- 1865: Beiträge zur Physikalische Geographie der Pressburger Gespanschaft
- 1873: Über einen neuen fossilen Saurier aus Lesina, Braumüller-Verlag, Wien
- 1893: Carsosaurus Marchesettii: ein neuer fossiler Lacertilier aus den Kreideschichten des Karstes bei Komen, k.k. geologische Reichsanstalt Wien
- 1901: Opetiosaurus Bucchichi: Eine neue fossile Eidechse aus der unteren Kreide von Lesina in Dalmatien, k.k. geologische Reichsanstalt Wien